# TV RiK
TV RiK – słowacka stacja telewizyjna adresowana do dzieci. Pierwotnie została uruchomiona w 2015 roku jako część grupy JOJ.
W styczniu 2020 roku kanał zakończył nadawanie, a jego miejsce zajęła stacja TV Jojko.
W listopadzie 2020 roku stacja TV RiK wystartowała ponownie, we współpracy z IFC Media.